# Valluik

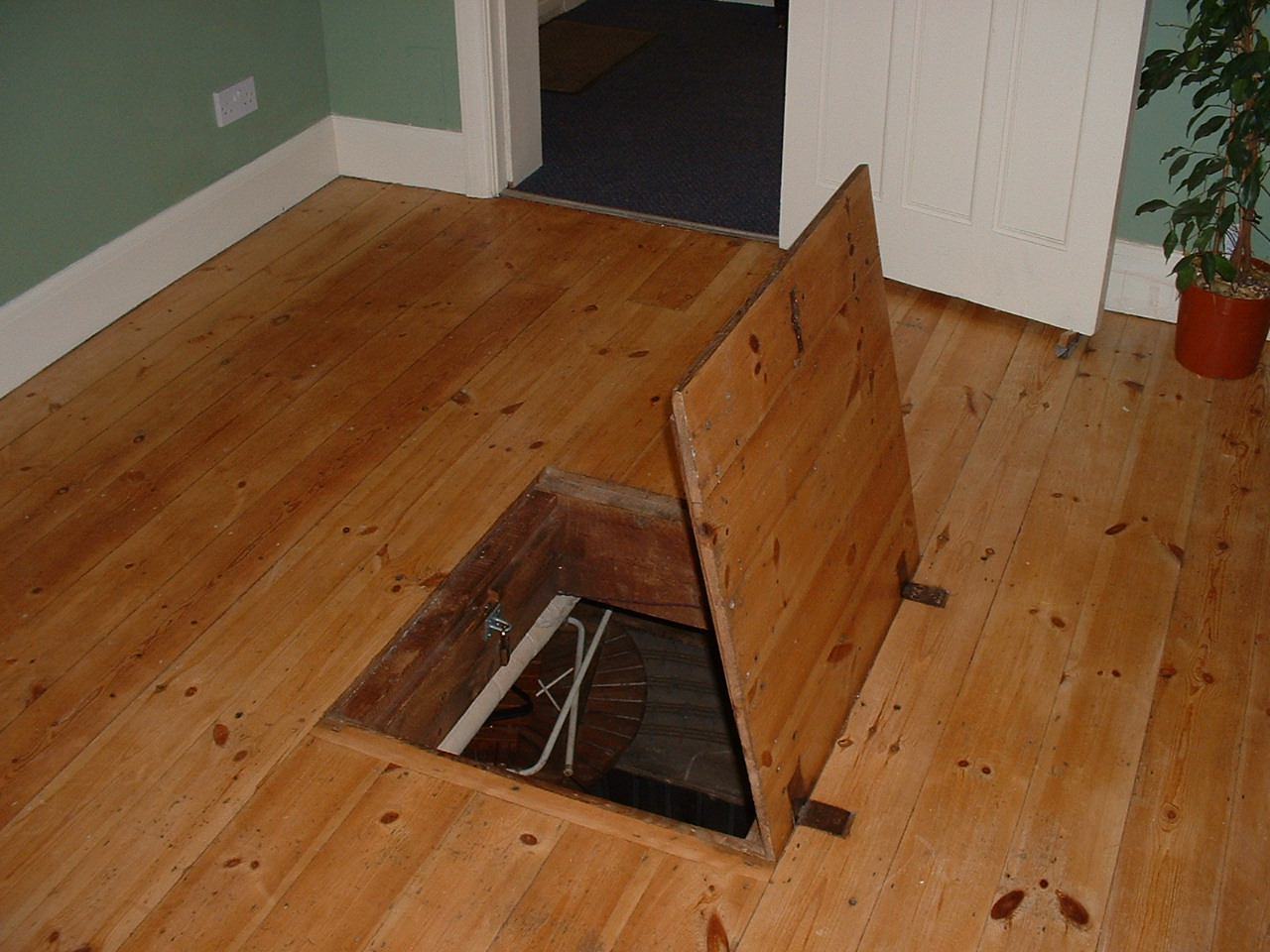
Een valluik

Een valluik is een deur in een horizontaal of schuin vlak, zoals een vloer of scheepsdek, die toegang geeft tot een andere ruimte.
Een valluik is meestal een ruimtebesparende toegang tot een kelder of een zolder. Het is ook mogelijk, dat er een ladder of trap geïntegreerd is in het valluik. Valluiken kunnen ook als een geheime toegang dienen.
Bij de terechtstelling van misdadigers door middel van ophanging op een schavot opende de beul een valluik onder de galg, waardoor de terechtgestelde naar beneden viel en het touw waaraan hij hing strak getrokken werd.